# Élection présidentielle américaine de 2008 en Californie
L'élection présidentielle américaine de 2008 en Californie a lieu le 4 novembre 2008 comme dans les 49 autres États qui composent alors les États-Unis ainsi que le district de Columbia. Les électeurs californiens choisissent des grands électeurs pour les représenter dans le collège électoral à travers un vote populaire. La Californie dispose en 2008 de 55 grands électeurs. L'État donne l'ensemble de ses grands électeurs au candidat du Parti démocrate, le sénateur des États-Unis pour l'Illinois Barack Obama. 
Le candidat vainqueur de ce scrutin dans tout le pays sera également Obama, qui occupera la présidence des États-Unis du 20 janvier 2009 au 20 janvier 2017, ayant été réélu en 2012. 